# Curinga
Curinga est une commune de la province de Catanzaro dans la région Calabre en Italie.

## Églises
- Église de S. Andrea Apostolo
- Sanctuaire Maria S.S. del Carmelo
- Église de Maria S.S. dell'Immacolata
- Église de S. Giuseppe
- Église de Maria S.S. del Soccorso

## Personnalités liées à la commune
- Pietro Sonnino, évêque de Nicastro.

## Administration
| Période                                  | Période  | Identité                | Étiquette | Qualité |
| ---------------------------------------- | -------- | ----------------------- | --------- | ------- |
| 14 juin 2004                             |          | Antonio Ferraro         |           |         |
| 31 mai 2013                              | En cours | Domenico Maria Pallaria |           |         |
| Les données manquantes sont à compléter. |          |                         |           |         |

### Hameaux
Acconia, Zecca, Centone, Ergadi, Salvatore, Torrevecchia

### Communes limitrophes
Filadelfia, Francavilla Angitola, Jacurso, Lamezia Terme, Pizzo, San Pietro a Maida